# Kanazawa Hiromasa
Hiromasa Kanazawa (sinh ngày 1 tháng 12 năm 1983) là một cầu thủ bóng đá người Nhật Bản.

## Sự nghiệp câu lạc bộ
Hiromasa Kanazawa đã từng chơi cho Yokohama FC, Mito HollyHock và SC Sagamihara.